# Nico Frommer
Nico Frommer (Ulm, 1978. április 8. –) német korosztályos válogatott labdarúgó.

## Pályafutása

### Klubcsapatokban
Fiatalon mindkét ulmi csapatban megfordult és profi játékos is itt lett, mégpedig az SSV Ulm 1846 együttesénél. Két szezon után 1997-ben aláírt az élvonalbeli VfB Stuttgart csapatához, ahol a felnőtt és a tartalék csapatban is számításba vették. 1999. április 3-án debütált az első csapatban a bajnokságban az MSV Duisburg ellen 0–0-s döntetlennel végződő mérkőzésen. A 84. percben váltotta Michael Zeyert. A szezon során még 7 alkalommal lépett pályára. 1999-ben kölcsönbe került a Borussia Mönchengladbach együtteséhez, amely a Bundesliga 2-ben szerepelt. Július 31-én a kupában az SC Verl ellen debütált. A bajnokságban a Hannover 96 ellen mutatkozott be, valamint a 81. percben gólt is szerzett. Az 1. FC Nürnberg elleni hazai és idegenbeli mérkőzésen is 1–1 gólt jegyzett.
A következő 3 szezont az SSV Reutlingen 05 együttesénél töltötte. A 2002–2003-as szezonban volt a klubjában a leggólérzékenyebb, miután 18 gólt szerzett. Az SC Freiburg ellen mesterhármast szerzett. 2003 nyarán az újjá épülő Eintracht Frankfurt csapatába igazolt. Két alkalommal talált be a kapuba, és kiestek a szezon végén az élvonalból. 2005 első felében kölcsönben a Rot-Weiß Oberhausen csapatánál szerepelt a Bundesliga 2-ben. Az 1. FC Saarbrücken ellen duplázott. Következő csapata az SpVgg Unterhaching volt. Itt nem tudott kezdőjátékossá válni másfél szezon alatt, ezért aláírt a VfL Osnabrück klubjához. A szezon végén az SC Paderborn 07 ellen kiharcolták a feljutást a Bundesliga 2-be. A 2007–2008-as szezonban alapember lett, majd a következő szezonban csak 19 bajnokin szerepelt. Miután vége lett a szezonnak. csapat nélkül maradt, 2009. szeptember 24-én aláírt az RB Leipzig csapatához. A lipcsei csapatban két szezont töltött el, első gólját a 3. fordulóban a Hannover 96 II ellen szerezte meg. Az FC Oberneuland ellen mesterhármast szerzett, ezt a következő szezonban az SC Borea Dresden ellen megismételte. A 2009–10-es szezonban megnyerték csapatával az NOFV-Oberliga Südt.
2011 szeptemberében aláírt az 1. FC Heidenheim csapatához, ahol az első 6 mérkőzésén 5 gólt szerzett. Ezt követően megsérült és több mérkőzést ki kellett hagynia. Miután visszatért, már nem tudta remek formáját hozni, majd ismét megsérült. Sorozatos sérülései miatt 2013-ban úgy döntött, hogy visszavonul.

### A válogatottban
1998 és 1999 között több alkalommal is pályára lépett a német U21-es válogatottban és az Olimpiára készülő válogatottban. 2002. december 17-én Skócia B válogatottja ellen debütált a német B válogatottban, a 69. percben Alexander Meyer érkezett a helyére.

## Sikerei, díjai
- SSV Ulm 1846
  - Német amatőr liga bajnok: 1995–96
  - Württemberg kupa: 1996–97
- RB Leipzig
  - NOFV-Oberliga Süd: 2009–10
- 1. FC Heidenheim
  - Württemberg kupa: 2011–12